# Eddie Gilbert
Thomas Edward Gilbert Jr., noto come "Hot Stuff" Eddie Gilbert (Lexington, 14 agosto 1961 – Isla Verde, 18 febbraio 1995), è stato un wrestler statunitense.

## Carriera

### Inizi (1979-1982)
Gilbert iniziò a lottare nel 1979 assumendo il ring name "Tommy Gilbert Jr." in onore di suo padre, Tommy Gilbert. Appassionato di wrestling sin dalla tenera età, Eddie idolatrava Jerry Lawler come suo lottatore preferito.

### World Wrestling Federation (1982-1984)
All'inizio degli anni ottanta passò un breve periodo nella World Wrestling Federation come semplice jobber, prima di essere promosso allo status di mid-carder. Nel 1983 Eddie continuò la professione di wrestler anche se si infortunò realmente in un serio incidente d'auto. Trascorse diversi mesi fuori dal ring per riprendersi dai postumi dell'incidente, tornato a combattere, dichiarò in televisione quanto fosse stato di tremenda ispirazione per lui il WWF Champion Bob Backlund. Gilbert continuò a lottare in WWF fino al 1984.

### Mid-Southern Wrestling
Successivamente, iniziò a crearsi una certa reputazione nell'ambiente lottando con il nome Eddie Gilbert nella CWA di Memphis. In questi anni lottò spesso in coppia con suo padre e con Ricky Morton. In aggiunta, formò un tag team con Tommy Rich denominato "Fargo's Fabulous Ones", un tentativo estremo della Mid-Southern (Memphis) di monetizzare sul nome della precedente incarnazione dei Fabulous Ones, Steve Keirn & Stan Lane, che avevano lasciato la federazione dopo una disputa di carattere economico. Gilbert & Rich vinsero i titoli AWA Southern Tag Team nel 1984 per poi cederli a Phil Hickerson & The Spoiler (Frank Morrell). Il duo si sarebbe separato poco tempo dopo, con Gilbert pronto ad interpretare il ruolo del "cattivo". I due ex partner ebbero anche un breve ma intenso feud. In seguito Gilbert si trasferì alla Mid-South gestita da Bill Watts.

### Universal Wrestling Federation (1986-1987)

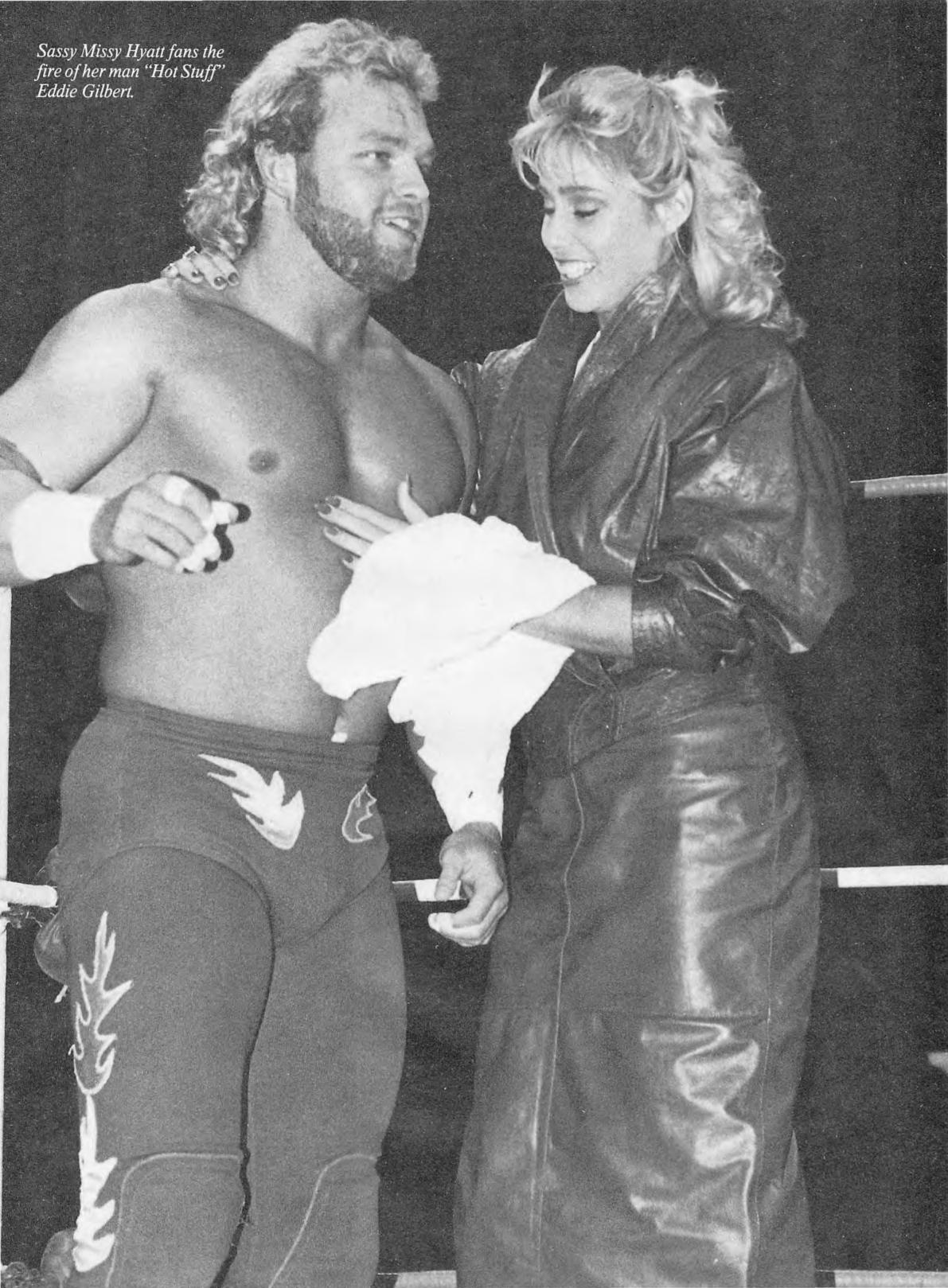
Eddie Gilbert e Missy Hyatt (1987)

Nel 1986, Gilbert andò a lavorare per Bill Watts nella Universal Wrestling Federation, fu qui che iniziò a far uso del soprannome "Hot Stuff" che lo renderà celebre. Eddie iniziò a lottare come membro di una stable heel chiamata "Hot Stuff International, Inc." capeggiata da lui stesso. La sua stable vide la presenza di Sting e Rick Steiner prima che essi diventassero famosi. Nel 1987 la stable venne ribattezzata "H & H International, Inc." quando in essa entrò la bella valletta/manager Missy Hyatt. Gilbert e la Hyatt si sposarono nell'ottobre 1987. Iceman Parsons e Dick Murdoch entrarono anch'essi nel gruppo in tempi successivi differenti.
Presto, Eddie iniziò ad esercitare anche la funzione di booker, inventandosi la celebre Battle of New Orleans di fine 1987 che coinvolse Chris Adams, Terry Taylor, Sting, e lui stesso. Dopo un match nel quale Taylor sconfisse Shane Douglas grazie all'interferenza di Gilbert e Rick Steiner, Adams raccontò all'arbitro Randy Anderson ciò che era realmente accaduto nel match.  Mentre Adams parlava con Anderson, Gilbert e Taylor lo assalirono, e Sting prese le sue difese. La rissa si tramutò in una battaglia senza regole al di fuori del ring, coinvolgendo sedie, bidoni dell'immondizia, tavoli, macchine per il popcorn ed altri oggetti. Gilbert venne premiato con il premio Best Booker of 1988 dal Wrestling Observer Newsletter. Egli sarebbe rimasto nella Universal Wrestling Federation fino alla cessione di quest'ultima alla Jim Crockett Promotions

### Continental Wrestling Federation
Da qui in poi, Gilbert si spostò in Alabama nella Continental Wrestling Federation (CWF), dove riformò la Hot Stuff Inc. Inoltre, continuò a portare avanti l'attività di booker con quella di wrestler, con un giovane Paul Heyman in qualità di suo assistente. La CWF venne trasmessa a livello nazionale dal canale Financial News Network, e il talento creativo di Gilbert venne ampiamente lodato dalla stampa di settore. Tuttavia, Gilbert se ne andò via a causa di conflitti con il management della federazione.

### Jim Crockett Promotions / World Championship Wrestling
Eddie Gilbert andò quindi nella Jim Crockett Promotions (JCP), portandosi dietro Missy Hyatt, Heyman e suo fratello Doug Gilbert. Eddie lottò in coppia con Rick Steiner in un feud con Kevin Sullivan e il suo Varsity Club. Inoltre rimase coinvolto in una faida con Ric Flair e Barry Windham nella quale si alleò con Ricky Steamboat e Lex Luger. Vicino alla fine della permanenza di Gilbert nella federazione, la JCP venne rinominata World Championship Wrestling.

### Circuito indipendente
Eddie lasciò la WCW alla fine del 1989 e divorziò dalla Hyatt. Lavorò nella United States Wrestling Association (USWA) di Memphis (dove ebbe un sanguinoso feud con Jerry Lawler), nella Global Wrestling Federation (GWF), e nella Tri-State Wrestling Alliance di Philadelphia. Gilbert inoltre si sposò con Madusa, ma il matrimonio durò molto poco.

#### Faida con Jerry Lawler (1990)
Il feud più celebre di Gilbert nel territorio di Memphis fu quello che lo vide contrapposto nuovamente a Jerry Lawler nel 1990. Eddie e suo fratello Doug furono licenziati (kayfabe) dalla federazione, e per rappresaglia i due investirono con l'auto "The King" fuggendo subito dopo. Numerosi telespettatori che assistettero alla scena, temendo per la vita di Lawler, telefonarono immediatamente alla polizia per denunciare l'episodio credendo di aver visto una scena reale. Lawler dovette informare la polizia che si trattava di una finta e fu costretto ad apparire in tv per rassicurare il pubblico sul suo stato di salute.
Causa problemi di natura economica, Gilbert, insieme al fratello Doug (che lottava mascherato con l'identità di Dark Patriot) lasciò la GWF nel 1992. Eddie portò via con sé la cintura di GWF North American Heavyweight Championship (imitando quanto fatto da Ric Flair un anno prima con la cintura di campione NWA in occasione del suo passaggio alla WWF). Egli fece anche qualche difesa del titolo nella USWA in qualità di campione GWF World Heavyweight, nonostante fosse stato ufficialmente privato del titolo e i match non riconosciuti dalla stessa GWF.
Nel 1993 lottò nella Tri-State Wrestling, nell'NWA Eastern Championship Wrestling, dove fece nuovamente coppia con il fratello Doug. Esercitava anche in qualità di booker, ma lasciò il posto in favore di Paul Heyman nel settembre del '93, che successivamente avrebbe trasformato la compagnia nella Extreme Championship Wrestling.
Gilbert allora fece ritorno alla USWA fino all'inizio del 1995 per poi spostarsi per breve tempo nella Smoky Mountain Wrestling ed infine nella World Wrestling Council di Porto Rico.

## Vita privata
Gilbert sposò la valletta Missy Hyatt nell'ottobre 1987. La coppia divorziò nel 1989. Nel 1990 fu sposato per breve tempo anche con Debrah "Madusa" Miceli.

### Looking For Mr. Gilbert
Poco tempo dopo aver lasciato la ECW a fine 1993, Gilbert rilasciò in video un'intervista "shoot" intitolata "Looking For Mr. Gilbert". Gilbert parlò apertamente della sua vita e della carriera di lottatore in un'epoca nella quale ancora non era diffusa la pratica di "infrangere la kayfabe" e parlare realmente dell'ambiente del wrestling professionistico in tono serio. Looking For Mr. Gilbert viene oggi considerata la prima intervista "shoot video" della storia del wrestling, imitata moltissime volte nei decenni seguenti, da numerosi lottatori.

## Morte
Il 18 febbraio 1995, Gilbert morì improvvisamente a causa di un attacco cardiaco all'età di 33 anni. Il suo cadavere fu rinvenuto nel suo appartamento di Isla Verde, Porto Rico, dai colleghi wrestler Ken Wayne e Jason The Terrible. Suo padre, Tommy Gilbert, affermò che i numerosi infortuni rimediati da Eddie in carriera, particolarmente quelli al collo e al petto, uniti al grave incidente automobilistico nel quale era rimasto coinvolto nel 1983, potrebbero aver causato la sua morte prematura. Inoltre, l'uso massiccio di antidolorifici al quale Eddie si sottoponeva per cercare di lenire i postumi dei suoi infortuni, potrebbero aver contribuito a deteriorare le condizioni del suo cuore. Dal 1996 al 1999 si tenne in sua memoria l'Eddie Gilbert Memorial Brawl.
Oggi Gilbert riposa nel cimitero di Lexington, Tennessee.

## Personaggio

### Mosse finali
- Hot Shot

### Manager
- Paul E. Dangerously
- Lauren Davenport
- Big Business Brown[4]
- Downtown Bruno[5]
- Tommy Gilbert
- Jimmy Hart[6]
- Oliver Humperdink
- Missy Hyatt
- Veronica Lane
- Sam Lowe
- Bert Prentice
- Stately Wayne Manor

### Wrestler assistiti
- Rick Steiner
- Sting
- John Tatum
- Unabomb[7]
- The Russians
- The Nightmare
- Terry Taylor

### Soprannomi
- "Hot Stuff"[2]

## Titoli e riconoscimenti
Central States Wrestling
- NWA Central States Tag Team Championship (1) – con Ricky Romero

Continental Wrestling Association
- AWA Southern Heavyweight Championship (1)
- AWA Southern Tag Team Championship (4) – con Tommy Gilbert (2), Tommy Rich (1), & Ricky Morton (1)
- CWA International Heavyweight Championship (2)

Eastern Championship Wrestling
- ECW Tag Team Championship (1) – con Dark Patriot
- Hardcore Hall of Fame (2009)[8]

Global Wrestling Federation
- GWF North American Heavyweight Championship (1)
- GWF Television Championship (2)

Jim Crockett Promotions
- NWA United States Tag Team Championship (1) – con Rick Steiner

NWA Tri-State / Mid-South Wrestling Association / Universal Wrestling Federation
- Mid-South Tag Team Championship (1) - con The Nightmare
- NWA Tri-State Tag Team Championship (3) – con Ricky Morton (1), & Tommy Gilbert (2)
- NWA United States Tag Team Championship (Tri-State version) (1) – con Tommy Gilbert
- UWF World Tag Team Championship (2) – con Sting
- UWF World Television Championship (1)

Pro Wrestling Illustrated
- 83º nella lista dei migliori 500 wrestler singoli nei "PWI Years" del 2003[9]

United States Wrestling Association
- USWA Heavyweight Championship (1)
- USWA Southern Heavyweight Championship (1)
- USWA Tag Team Championship (1) – con Brian Christopher
- USWA Unified World Heavyweight Championship (4)
- GWF World Heavyweight Championship
- Memphis Wrestling Hall of Fame (Classe del 1995)[10]

World Wrestling Council
- WWC North American Tag Team Championship  (1) – con Tommy Gilbert

Wrestling Observer Newsletter
- Best Booker (1988)